# Drócsay Imre
Drócsay Imre (Csíkszereda, 1912. május 15. – Bukarest, 2001. február 3.) magyar festő, grafikus, bélyegtervező.

## Élete és munkássága
1940–43-ban a Magyar Képzőművészeti Főiskola, 1948-53 között a bukaresti Nicolae Grigorescu Képzőművészeti Főiskola tanulója volt. 1952-től mint tanársegéd dolgozott a bukaresti Képzőművészeti Főiskolán, majd a Petőfi Művelődési Ház képzőművész csoportját irányította. Részletező hűséggel festett városképeket, ipari tájakat. Foglalkoztatták kompozíciós témák is. Bélyegtervező munkássága is jelentős.
Mesterei között volt Aba-Novák Vilmos és Varga Nándor Lajos.

## Kiállításai
Egyéni kiállításai:
- Csíkszereda, 1942, 1957, 1967
- Bukarest, 1969, 1973, 1974